# 생명의숲국민운동
생명의숲은 시민과 함께 건강한 숲, 지속가능한 사회를 만들어가는 시민단체(NGO)다. 
1998년 3월 18일, 생명의 숲가꾸기를 통해 건강한 사회를 만들고자 창립하였다. 숲 가꾸기 운동을 시작으로 현재는 숲문화운동, 도시 숲 운동, 학교 숲 운동, 정책운동 등 다양한 영역에서 숲 운동을 펼치고 있다. 
미션 MISSION
생명의숲은 시민과 함께 건강한 숲, 지속가능한 사회를 만들어가고자 합니다. Our mission is to make healthy forest and sustainable society with the citizens
비전 VISION
생명의숲은 누구나 생명의숲을 통해 건강한 일상을 누리기를 꿈꿉니다. Our vision is to help everyone can be able to enjoy the healthy life through the Forest For Life
1998년 3월 18일 설립 허가된 대한민국 산림청 소관의 사단법인으로 사무실은 서울특별시 마포구 월드컵북로5길 13, 2층 201호에 있다.

## 주요 사업
- 녹색도시공동체를 위한 도시숲운동
- 숲과 함께 자라는 아이들, 학교숲운동
- 숲을 통한 나눔, 사회복지숲운동
- 숲을 닮아가고 공존하는 삶, 숲문화교육운동
- 아름다운 숲길 보전을 위한 숲길운동
- 숲과 사람의 공존을 위한 공존숲운동
- 숲을 통한 평화의 메시지, 북한지원활동
- 다음 세대를 위한 나무심기

## 단체 현황
(사단법인)생명의숲-서울
부산생명의숲
대구생명의숲
광주생명의숲
대전 충남생명의숲
울산생명의숲
춘천생명의숲, 강원영동생명의숲 
충북생명의숲
대전 충남생명의숲
경북생명의숲
경남생명의숲
전북생명의숲
제주생명의숲